# Symfonie nr. 4 (Vaughan Williams)
De Vierde symfonie in f mineur werd geschreven tussen 1931 en 1934 door de Britse componist Ralph Vaughan Williams en voor de eerste maal uitgevoerd op 10 april 1935 in de Queen's Hall te Londen door het BBC Symphony Orchestra onder leiding van Adrian Boult. De muziek werd diverse malen ingrijpend aangepast, voor het laatst in de jaren vijftig.
Ralph Vaughan Williams zei over zijn vierde symfonie: "Ik weet niet of ik het mooi vind, maar het is wat ik bedoelde." De muziekcriticus Michael Kennedy geeft hier als verklaring voor: "Hij had het op geen enkele andere wijze kunnen schrijven." Hiermee wijst hij op het feit dat Vaughan Williams de mening toegedaan was, dat een componist muziek moest schrijven zoals die zich aan hem opdrong. Deze opmerkingen zijn belangrijk in het licht van het feit dat de vierde symfonie een breuk betekende met Vaughan Williams' voorgaande werk. Deze vierde symfonie was namelijk "boos, agressief en wanklanken producerend", terwijl de voorgaande drie symfonieën duidelijk anders waren. Maar tegelijkertijd is de symfonie niet zo dissonant dat er geen ruimte is voor symfonische thema's "rijk genoeg om de term "Brahmsiaans" te rechtvaardigen" en "een tedere cadenza voor de fluit van groot mededogen en kalmte."
De symfonie bestaat uit:
1. Allegro — het eerste deel vormt, zoals ook de delen van de Pastoral Symphony (voorgaande symfonie, nr. 3) aan elkaar geklonken zijn, de drukke opmaat voor het "langzame deel" van deel II.[7]
2. Andante moderato — het tweede deel lijkt Sibeliaans vanwege de losse groepen van akkoorden die gebruikt worden.[8]
3. Scherzo. Allegro molto — het derde deel is een duidelijke breuk met het tweede en is druk van aard; scherzo betekent grap en zo heeft Vaughan Williams dit deel ook bedoeld, als ironisch gevolg van deel II.[4]
4. Finale con Epilogo fugato. Allegro molto — muziekcriticus Michael Kennedy zegt over deel IV: "Het lijkt mij het enige [deel] te zijn waarin de componist goedgehumeurd is, zo ver mogelijk verwijderd van oorlogsprofetieën (vgl. A London Symphony en Symfonie nr. 5 in D majeur) als maar mogelijk is."[9]

## Aanbevolen literatuur
- Michael Kennedy, The Works of Ralph Vaughan Williams (Londen 1964).
- Ursula Vaughan Williams, R. V. W.: A Biography of Ralph Vaughan Williams (Londen 1963).